# 블루페이스

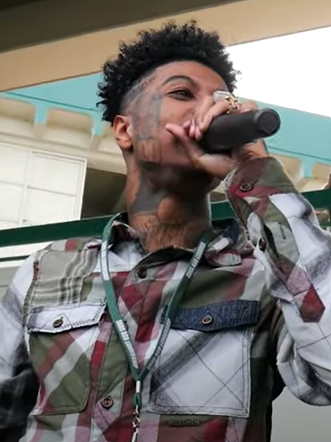
2020년 모습

블루페이스(Blueface, 본명: Johnathan Jamall Porter, 1997년 1월 20일 ~ )는 미국 래퍼이다. 2018년 10월 'Respect My Cryppin' 뮤직비디오를 공개한 뒤 색다른 랩 스타일로 화제를 모았다. 다음 달에 그는 버드맨의 캐시 머니 레코드(Cash Money Records) 레이블의 웨스트코스트(West Coast) 지점인 캐시 머니 웨스트(Cash Money West)와 계약을 맺었다.
2019년에는 그의 노래 "Thotiana"(Cardi B와 YG 피쳐링)의 리믹스가 빌보드 핫 100에서 8위에 오르며 그의 가장 성공적인 싱글이 되었다.

## 생애
블루페이스는 1997년 1월 20일 캘리포니아 로스앤젤레스에서 태어났다. 그는 로스앤젤레스 중심부의 미드시티에서 자랐고 여러 초등학교를 다녔고 어머니와 함께 산타클라리타 밸리로 이사했으며 나중에 아버지와 함께 오클랜드에 정착했다. 샌 페르난도 밸리(San Fernando Valley)로 이주한 후 블루페이스는 알레타(Arleta) 고등학교에 다녔고 알토 색소폰과 축구 팀을 연주하는 행진 밴드에 합류하여 2014년 선발 쿼터백이 되었다. 키는 191cm, 몸무게는 73.5kg이다.
쿼터백을 시작하면서 블루페이스는 팀을 2014년 이스트 밸리 리그 챔피언십으로 이끌었다. 2013년 1,234야드와 17개의 터치다운, 2014년에 1,724야드와 21개의 터치다운을 던진 블루페이스는 페이엇빌(Fayetteville) 주립 대학에서 뛰기로 약속하고 떠나기 전에 잠시 대학 축구를 했다. 블루페이스는 "Thotiana" 리믹스 비디오에서 축구 선수로서의 과거 경험을 언급한다. 여기서 래퍼는 여성과 명성을 추구하려는 열망으로 인해 코치를 무시하는 최고 유망주 고등학교 쿼터백을 묘사한다.
블루페이스는 어릴 때부터 랩 음악에 관심을 가지기 시작했고 주로 50센트, 더 게임, 스눕 독을 들었다.

## 음반

### 스튜디오 앨범
- Find the Beat (2020년 3월 13일)

### 믹스테이프
- Famous Cryp (2018년 9월 11일)

### EP
- Two Coccy (2018년 9월 20일)
- Dirt Bag (2019년 8월 9일)